# (1065) Amundsenia
(1065) Amundsenia – planetoida z grupy przecinających orbitę Marsa, okrążająca Słońce w ciągu 3 lat i 230 dni w średniej odległości 2,36 au. Została odkryta 4 sierpnia 1926 roku w Obserwatorium Simejiz na górze Koszka na Półwyspie Krymskim przez Siergieja Bielawskiego. Nazwa planetoidy pochodzi od Roalda Amundsena, norweskiego badacza polarnego. Przed nadaniem nazwy planetoida nosiła oznaczenie tymczasowe (1065) 1926 PD.